# Mona Lisa Smile
Mona Lisa Smile er en amerikansk film fra 2003, der er produceret af Revolution Studios og Columbia Pictures, instrueret af Mike Newell, skrevet af Lawrence Konner og Mark Rosenthal, hvor medvirkende er Julia Roberts, Maggie Gyllenhaal, Kirsten Dunst og Julia Stiles. Filmens titel refererer til det berømte maleri Mona Lisa af Leonardo da Vinci og sang af samme navn, der oprindeligt blev fremført af Nat King Cole. Filmen er en fri fortolkning af The Prime of Miss Jean Brodie, en roman af Muriel Spark, og filmens titel refererer også til denne tekst.

## Handling
I 1950'ernes USA tager Katherine Watson (Julia Roberts) til den konservative pigeskole Wellesley College for at undervise i kunsthistorie. Katherine kæmper for, at eleverne vil tage friheden til at vælge et liv som husmødre fra, noget som de andre lærere på skolen ikke værdsætter. 

## Cast
- Julia Roberts – Katherine Watson
- Kirsten Dunst – Elizabeth "Betty" Warren (Jones)
- Ginnifer Goodwin – Constance "Connie" Baker
- Maggie Gyllenhaal – Giselle Levy
- Marcia Gay Harden – Nancy Abbey
- Julia Stiles – Joan Brandwyn (Donegal)
- Marian Seldes – President Jocelyn Carr
- Juliet Stevenson – Amanda Armstrong
- Dominic West – Bill Dunbar
- John Slattery – Paul Moore
- Ebon Moss-Bachrach – Charlie Stewart
- Topher Grace – Tommy Donegal
- Emily Bauer – Kunsthistoriestuderende
- Tori Amos – Bryllupssanger
- Lisa Roberts Gillan – Miss Albini
- Taylor Roberts – Louise
- Mary Pascoe – Fotograf (som Mary S. Pascoe)

## Eksterne links
- Mona Lisa Smile på Internet Movie Database (engelsk)
- Mona Lisa Smile på Filmdatabasen
- Mona Lisa Smile på Scope
- Mona Lisa Smile i Svensk Filmdatabas (svensk)
- Mona Lisa Smile i Svensk mediedatabas (svensk)
- Mona Lisa Smile på AlloCiné (fransk)
- Mona Lisa Smile på MovieMeter (nederlandsk)
- Mona Lisa Smile på AllMovie (engelsk)
- Mona Lisa Smile hos American Film Institute (engelsk)
- Mona Lisa Smile på Turner Classic Movies (engelsk)
- Julia Roberts interview for Mona Lisa Smile Arkiveret 20. maj 2007 hos  Wayback Machine
- "Role of the pioneering individual" in Mona Lisa Smile on Humanscience wikia